# Sunol
Sunol is een plaats in Alameda County in de Amerikaanse staat Californië.

## Geografie
De totale oppervlakte bedraagt 85,0 km² (32,8 mijl²) waarvan 85,0 km² (32,8 mijl²) land is en slechts 0,03% water is.

## Demografie
Volgens de census van 2000 bedroeg de bevolkingsdichtheid 15,7/km² (40,6/mijl²) en bedroeg het totale bevolkingsaantal 1332 dat bestond uit:
- 84,46% blanken
- 0,98% inheemse Amerikanen
- 4,80% Aziaten
- 0,23% mensen afkomstig van eilanden in de Grote Oceaan
- 4,13% andere
- 5,41% twee of meer rassen
- 8,71% Spaans of Latino

Er waren 483 gezinnen en 368 families in Sunol. De gemiddelde gezinsgrootte bedroeg 2,76.

## Bezienswaardigheid
In Sunol bevindt zich een nogal vreemd gebouw. Het ziet er Romeins uit, maar werd in 1910 ontworpen door Willis Polk. Onder het gebouw komen 3 waterleidingen samen om daarna verder te lopen naar San Francisco. Het gebouw is 18 meter hoog.

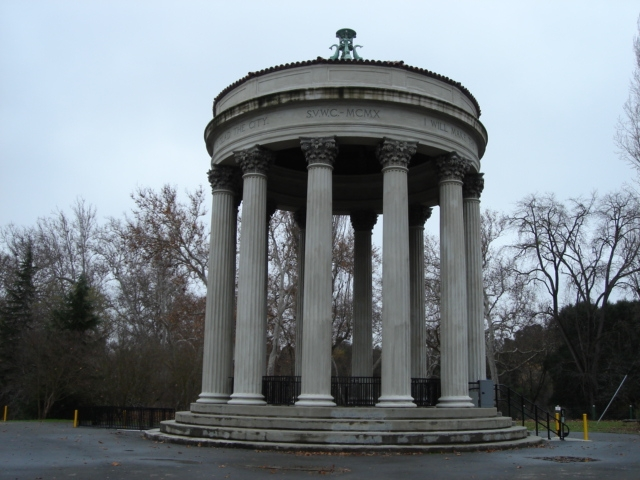
De Sunol Water temple
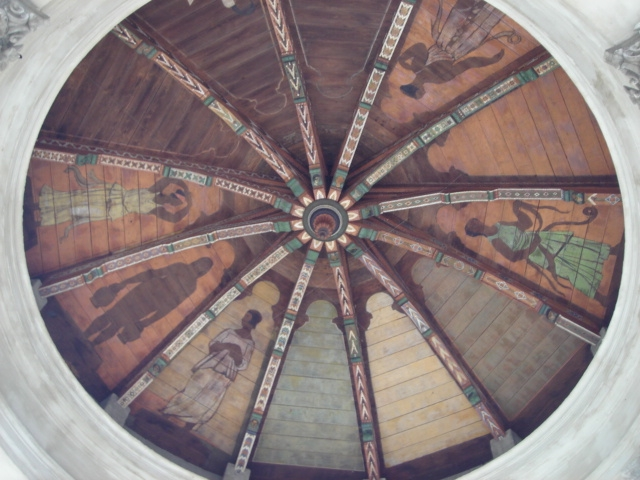
Het gerestaureerde dak. De ontbrekende delen werden nooit afgewerkt

## Plaatsen in de nabije omgeving
De onderstaande figuur toont nabijgelegen plaatsen in een straal van 16 km rond Sunol.